# 105/23
L'obice da 105/23 fu un pezzo di artiglieria realizzato nel corso della seconda guerra mondiale come artiglieria pesante campale per il riequipaggiamento dei reparti di artiglieria del Regio Esercito e rimasto allo stadio di prototipo.

## Storia
Nella seconda metà degli anni venti del XX secolo il Regio Esercito, nel tentativo di allungare la gittata dell'obice Škoda da 100/17 allora in servizio, che raggiungeva i 9,2 km, richiese all'Arsenale di Napoli di allungare la canna da 17 a 22 calibri. Tale tentativo, sperimentato nel corso del 1928, non ebbe successo, così come l'adozione del nuovo munizionamento mod.32 che portò ad un aumento della gittata di soli 500 m.
Nel 1938 fu emesso un nuovo concorso per l'adozione di un nuovo obice a livello divisionale in calibro 105, dotato di gittata di almeno 11 km, pesante 1.600 kg, e dotato di settori di tiro di 50° in orizzontale e da -10° a +50° in verticale.  Esso doveva disporre di ruote gommate per essere autotrainato con sospensione elastica bloccabile, ed essere scomponibile per il traino in ambiente di montagna.  L'adozione di un'arma in calibro 105 mm era ritenuto indispensabile in quanto i principali eserciti europei stavano passando dal calibro 75-77 mm dei pezzi d'artiglieria assegnati a livello di Divisione a quelli da 105 mm per Francia e Germania, e da 88 per la Gran Bretagna.  Questo programma non ottenne un'alta priorità da parte dell'esercito, in quanto la Germania aveva ceduto nel 1941 circa 350 obici da 100/22 mod.19 di preda bellica provenienti dalla Cecoslovacchia e dalla Polonia.
Nel 1942 le ditte Ansaldo e OTO presentarono le loro proposte sotto forma di prototipi, uno in calibro 105/40 e uno in calibro 105/23. Tali prototipi dovettero subito essere modificati per renderli idonei al tiro controcarro in base ai nuovi requisiti emessi dagli organi tecnici del Servizio Artiglieria. Entrambi vennero dotati di piastra circolare di appoggio sul terreno al fine di consentirne il tiro in direzione sui 360°. La OTO introdusse anche un doppio scudo di protezione per i serventi e un freno di bocca per compensare l'aumento della velocità iniziale del proietto. Il 105/23 OTO era stato progettato in collaborazione con l'Arsenale di Napoli per quanto riguarda lo studio iniziale della bocca da fuoco e con le Officine Reggiane per l'affusto.
Il primo prototipo del 105/23 fu presentato nel corso del 1942. Esso pesava in batteria 1.930 kg, sparava una granata da 15 kg a 11,7 km con una velocità iniziale superiore ai 500 m/sec. Il settore di tiro orizzontale era pari a 50°, mentre quello verticale era di -10°/+50°. L'otturatore era a cuneo con freno idraulico, recuperatore idropneumatico ed equilibratori a molla. Le ruote gommate erano in elektron, collegate da una sospensione elastica a balestra. Per il traino in montagna esso poteva venire scomposto in tre carichi diversi, da montare su appositi carrelli.
La versione proposta nel 1943 era più pesante di circa 500 kg, e manteneva le stesse prestazioni balistiche. Sull'affusto erano state installate nuove sospensioni a ruote indipendenti, che non richiedevano il loro bloccaggio al momento del tiro. Il pezzo era dotato di apposito sistema di puntamento per il tiro controcarro con collimatore ottico, comando di sparo installato dalla parte del puntatore, manovra dell'otturatore automatica con congegno di scatto che veniva preventivamente caricato all'apertura al fine di velocizzare le operazioni di caricamento. I settori di tiro erano stati ampliati raggiungendo i 60° sia in alzo che in direzione. Non era più prevista la scomponibilità per l'impiego in montagna.
La scelta di introdurre in servizio l'obice tedesco da 105 mod.18/40, disponibile subito anche se in quantità limitata, fece interrompere il programma relativo al pezzo di produzione nazionale, anche in considerazione dei lunghi tempi previsti per la messa in produzione.

### Annotazioni
1. ↑  Altro materiale di questo calibro fu catturato in Jugoslavia e Grecia.

### Fonti
1. 1 2 3 4 5 6  Antares 2011, p. 23.
2. ↑  Comitato Superiore Tecnico Armi e Munizioni, verbale della XXVII sessione del 14-2 novembre 1938.
3. 1 2 3 4 5 6 7 8 9 10 11 12 13 14  Antares 2011, p. 24.
4. ↑  Comitato per la storia dell'artiglieria italiana 1953, p. 336.